# 乌拉盖牧场
乌拉盖牧场，是中国内蒙古自治区锡林郭勒盟东乌珠穆沁旗下辖的一个类似乡级单位。

## 行政区划
乌拉盖牧场共辖以下地区：
农乃分场村、布林分场村。